# Старі Ближевичі
Старі Ближевичі (рос. Старые Ближевичи) — присілок в Спас-Деменському районі Калузької області Російської Федерації.
Населення становить 5 осіб. Входить до складу муніципального утворення Присілок Понизовье.

## Історія
Від 2004 року входить до складу муніципального утворення Присілок Понизовье

## Населення
| 2002 | 2007 | 2010 |
| ---- | ---- | ---- |
| 14   | ↘13  | ↘5   |